# Edmundo Acevedo Hinojosa
Edmundo Acevedo Hinojosa (Valparaíso, Chile, 16 de marzo de 1941) es un ingeniero agrónomo de la Universidad de Chile. Se graduó como MS y PhD en la Universidad de California en las décadas de 1960 y 1970. Es profesor titular de la Universidad de Chile desde 1985. Fue director del Departamento de Producción Agrícola (1970-1972; 1981-1982), además director de la Escuela de Posgrado (1971-1972; 2011-2014) y decano de la Facultad de Ciencias Agrarias y Forestales de la Universidad de Chile entre 1994-1998.

## Reseña biográfica

### Vida Profesional
En 1964 se tituló de Ingeniero Agrónomo de la Universidad de Chile, posteriormente cursó estudios de Master of Science (MS) en 1967 y obtiene el grado de Doctor of Philosophy (PhD) en 1975 en la Universidad de California, Davis.  Académico de la Universidad de Chile desde 1961; fue miembro de:  
Entre 1982 y 1994 trabajó para el Consultive Group for Internacional Agricultural Research (CGIAR) en ICARDA (International Center for Agricultural Research in the Dry Areas) con sede en Alepo, Siria, y en CIMMYT (Centro Internacional de Mejoramiento de Maíz y Trigo), con sede en México. Consultor internacional.
En 1969 en conjunto con otros académicos de la Facultad, creó el Laboratorio de Relación Suelo-Agua-Planta (SAP).
En el área de investigación se ha interesado en la relación suelo-planta, estudiando la influencia del agua en el crecimiento a nivel celular, de órganos, plantas y los fenómenos fisiológicos asociados (ajuste osmótico, fotosíntesis) y la física de suelos y crecimiento radicular asociados a la aprovechabilidad del agua por las plantas. Sus principales aportes al conocimiento en investigación dicen relación con la demostración de respuestas instantáneas del crecimiento celular a  variaciones hídricas en las plantas, con el descubrimiento del ajuste osmótico como fenómeno de superación del estrés hídrico por las plantas (hoy considerado como uno de los principales mecanismos hereditarios de resistencia a sequía), el levantamiento hidráulico del agua desde el nivel freático a capas superiores del suelo por las raíces de plantas de tamarugo (Prosopis tamarugo Phil.) y la utilización de rasgos fisiológicos en la selección de genotipos de especies cultivadas con mayor resistencia a sequía.
Desde el año 1996 al 2019 estudió activamente el desarrollo de una agronomía amigable con el medioambiente, que superara los problemas fundamentales de erosión y de pérdida de carbono orgánico del suelo inducidos por la agronomía convencional, logrando estos objetivos a través de la no labranza del suelo, rotaciones de cultivos y manejo de residuos vegetales. 
Sus logros en investigación han quedado plasmados en 116 publicaciones en revistas indexadas, en 15 libros de los que es autor y/o editor y 35 capítulos de libro, además de numerosas ponencias en congresos.

## Distinciones
Dentro de sus distinciones más destacadas están: 
- Medalla al Mérito Académico Rector Ruy Barbosa, Universidad de Chile, (2010);[4]
- Premio Nacional de Ciencias Aplicadas y Tecnológicas de Chile, Ministerio de Educación, (2020).[5]

Sobre el Premio Nacional
...El Jurado consideró su gran trayectoria y reconocimiento internacional, además de sus descubrimientos sobre la adaptación de las plantas a la sequía, contribuciones pioneras en el mundo, las contribuciones a la fisiología de los cultivos con vistas al mejoramiento genético que han sido de gran relevancia para la mejora de cereales.